# Fondation Baur, musée des arts d'Extrême-Orient
 (mars 2025).
La mise en forme du texte ne suit pas les recommandations de Wikipédia : il faut le « wikifier ».
Les points d'amélioration suivants sont les cas les plus fréquents. Le détail des points à revoir est peut-être précisé sur la page de discussion.
- Les titres sont pré-formatés par le logiciel. Ils ne sont ni en capitales, ni en gras.
- Le texte ne doit pas être écrit en capitales (les noms de famille non plus), ni en gras, ni en italique, ni en « petit »…
- Le gras n'est utilisé que pour surligner le titre de l'article dans l'introduction, une seule fois.
- L'italique est rarement utilisé : mots en langue étrangère, titres d'œuvres, noms de bateaux, etc.
- Les citations ne sont pas en italique mais en corps de texte normal. Elles sont entourées par des guillemets français : « et ».
- Les listes à puces sont à éviter, des paragraphes rédigés étant largement préférés. Les tableaux sont à réserver à la présentation de données structurées (résultats, etc.).
- Les appels de note de bas de page (petits chiffres en exposant, introduits par l'outil «  Source ») sont à placer entre la fin de phrase et le point final[comme ça].
- Les liens internes (vers d'autres articles de Wikipédia) sont à choisir avec parcimonie. Créez des liens vers des articles approfondissant le sujet. Les termes génériques sans rapport avec le sujet sont à éviter, ainsi que les répétitions de liens vers un même terme.
- Les liens externes sont à placer uniquement dans une section « Liens externes », à la fin de l'article. Ces liens sont à choisir avec parcimonie suivant les règles définies. Si un lien sert de source à l'article, son insertion dans le texte est à faire par les notes de bas de page.
- La présentation des références doit suivre les conventions bibliographiques. Il est recommandé d'utiliser les modèles {{Ouvrage}}, {{Chapitre}}, {{Article}}, {{Lien web}} et/ou {{Bibliographie}}. Le mode d'édition visuel peut mettre en forme automatiquement les références.
- Insérer une infobox (cadre d'informations à droite) n'est pas obligatoire pour parachever la mise en page.

Pour une aide détaillée, merci de consulter Aide:Wikification.
Si vous pensez que ces points ont été résolus, vous pouvez retirer ce bandeau et améliorer la mise en forme d'un autre article.
La Fondation Baur, musée des Arts d’Extrême-Orient est une institution privée consacrée aux objets d’art de Chine et du Japon. Elle se trouve à Genève, en Suisse, dans un hôtel particulier datant de la fin du XIXe siècle, acquis par le collectionneur suisse Alfred Baur (1865-1951). Le musée ouvre ses portes au public en 1964.

Les collections comptent près de 9 000 objets, allant de céramiques impériales, de jades et flacons à tabac chinois du VIIIe au XIXe siècle à des objets d’art japonais tels que céramiques, laques, estampes, netsuke et ornements de sabre en passant par une importante collection consacrée à la cérémonie du thé au Japon. 

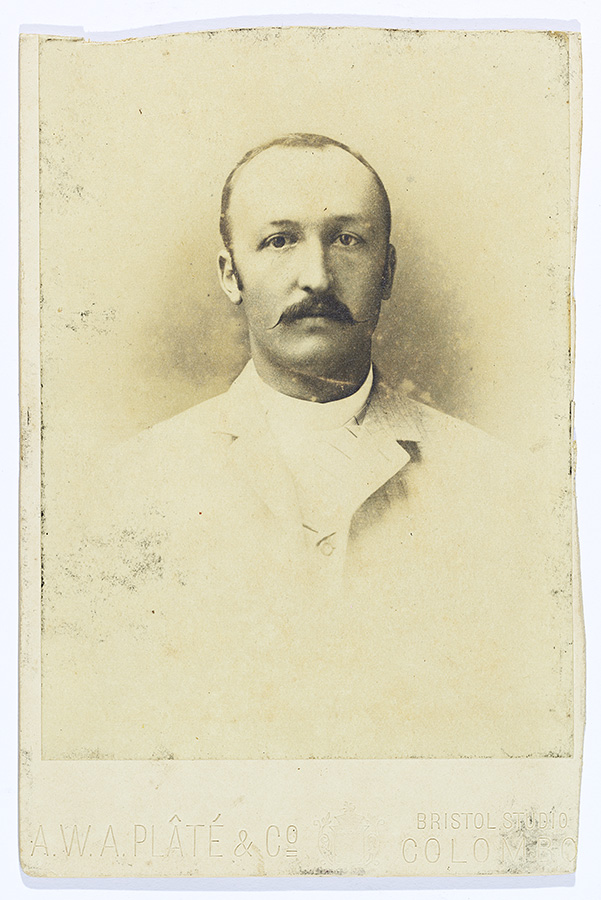
Alfred Baur à Colombo (date approximative 1890).

## Alfred Baur, le fondateur

### Origines et famille
Alfred Baur naît le 7 juin 1865 à Grossandelfingen, dans le canton de Zurich. Il est originaire du même lieu et de Pregny, dans le canton de Genève. Son père, Johaness Baur, est forgeron.
Il épouse en 1894 Eugénie Fanny Duret, veuve d'un premier mariage.

### Formation, parcours professionnel et collection
Après un apprentissage à Winterthour, Alfred Baur est envoyé par une maison de commerce international à Colombo (Ceylan), où il fonde sa propre entreprise en 1897.
Installé à Genève au début du XXe siècle, c'est en 1906 qu'il commence à collectionner des objets d'art japonais (céramiques, laques, netsuké et ornements de sabre) et chinois (jades). Sa rencontre en 1924 avec Kumasaku Tomita, marchand et expert japonais, donne une nouvelle orientation à sa passion. Ensemble, ils réunissent une des collections les plus importantes de céramiques chinoises en Europe.
Peu avant sa mort, Alfred Baur acquiert un hôtel particulier à Genève pour y installer ses collections et les rendre accessibles au public sous le nom de Fondation Alfred et Eugénie Baur-Duret (Collections). Le musée ouvre ses portes en 1964.

### Mort
Alfred Baur meurt le 9 décembre 1951 à Genève, à l'âge de 87 ans.

## Le musée

### Conservateur
- Depuis 2018 : Laure Schwartz-Arenales[2].
- 2003 à 2018 : Monique Crick[3].
- De 1967 au moins[4] à 1984 au moins[5] : P.-F. Schneeberger.

## Expositions
- 2011 : Chine de bronze et d'or[6].
- 2012 : Déesses – miniatures et sculptures indiennes[7].
- 2013 : Parfum d’encre. Peinture lettrée de la Corée Joseon (1392-1910)[8].
- 2015 : Alfred Baur (1865-1951), pionnier et collectionneur[9].
- 2018 : Mille ans de monochromes[10].
- 2022 : Éloge de la lumière, œuvres de Tanabe Chikuunsai IV et de Pierre Soulages[11]
- 2022 : Le secret des couleurs. Céramiques de Chine et d’Europe du xviiie siècle à nos jours[12].
- 2023 : Pop up ! Variations de printemps autour des collections[13].
- 2024 : Plus léger que l’air. Le vol de la libellule, œuvres d'Uehara Michiko[14].